# Pressupostos de la Generalitat Valenciana
Els Pressupostos de la Generalitat Valenciana són els pressupostos establerts per la Generalitat Valenciana a les Corts Valencianes.

## Desenvolupament dels pressupostos

### Pressupostos del 2017
Els pressupostos del 2017 foren de 17.724 milions d'euros (18.916 milions en la forma consolidada, suposant un 2,97% més que els anteriors). Les entitats públiques van tindre una dotació inferior a l'any anterior.

### Pressupostos del 2018
Entre els pressupostos del 2018 de les altres comunitats autònomes fou la segona amb més diners destinats a l'àmbit sanitari. Destaca que compta amb una partida reivindicativa en relació al model de finançament autonòmic que esperava l'executiu valencià. Davant l'anunci del govern de Pedro Sánchez que no el canviaria, el govern espera que aquest haurà d'actuar al respecte.
Destaquen les ajudes per a les persones amb diversitat funcional i malalties mentals, amb consideració de crèdits ampliables pel Pressupost de la Generalitat Valenciana.

### Pressupostos del 2019
Aquests pressupostos compten amb un 10% de recursos que l'anterior.
La partida principal era destinada a sanitat, sent de 6.635 milions d'euros, un 3,1% més de diners que el pressupost anterior.
L'octubre de 2018, els partits del Pacte del Botànic signaren un acord respecte els pressupostos per al 2019 comprometent-se a determinades quantitats en determinades partides.
El novembre de 2018, el Partit Popular de la Comunitat Valenciana amenaçà amb interposar un recurs contenciós-administratiu contra aquests si no acceptaven les esmenes presentades per aquest partit. El PPCV afirmava que els pressupostos compten amb uns diners per als quals no hi ha ingressos, considerant un engany cap als ciutadans.
El desembre de 2018 van ser aprovats els pressupostos amb una acció equivocada, un lapsus, per part d'Enric Morera i Català, que provocà que 20 diputats del Pacte del Botànic no votaren, cosa que causà l'aprovació de l'esmena proposada pel Partit Popular de la Comunitat Valenciana.